# 鈴木貞美
鈴木 貞美（すずき さだみ、男性、1947年9月22日 - ）は、日本近代文学研究者。国際日本文化研究センター名誉教授、総合研究大学院大学名誉教授。紫式部文学賞選考委員。専門は、古典評価史をあわせた日本近現代文芸史の再構築。

## 来歴・人物
山口県生まれ。1972年東京大学文学部仏語仏文科卒業。東大全共闘革マル派。67年「自由劇場」で銀杏並木賞受賞、小説「身も心も」、また鈴木沙那美の名で『転位する魂 梶井基次郎』などの文芸評論などを執筆した。1985年東洋大学文学部専任講師、1988年同助教授、1989年国際日本文化研究センター助教授、1996年同教授。1997年3月「梶井基次郎研究」で、総合研究大学院大学より博士（学術）の学位取得。2013年、日文研教授を定年退職、名誉教授。
1991年、湾岸戦争への自衛隊派遣に抗議し、柄谷行人、中上健次、津島佑子、田中康夫らとともに『湾岸戦争に反対する文学者声明』を発表した。1997年、小説「身も心も」が荒井晴彦によって映画化され、『キネマ旬報』日本映画8位となった。

## 著書
- 『転位する魂　梶井基次郎』社会思想社〈現代教養文庫〉、1977（鈴木沙那美名義）
- 『蟻』冬樹社、1979（鈴木沙那美名義の小説）
- 『谺』河出書房新社、1985 （小説）
- 『言いだしかねて』作品社、1986（小説集。収録作品「言いだしかねて」「身も心も」）
  - 『身も心も』河出文庫、1997（映画化に合わせ改題・再刊）
- 『人間の零度、もしくは表現の脱近代』河出書房新社 1987
- 『「昭和文学」のために フィクションの領略―鈴木貞美評論集』思潮社、1989
- 『モダン都市の表現―自己・幻想・女性』白地社、1992
- 『現代日本文学の思想―解体と再編のストラテジー』五月書房〈トランスモダン叢書〉、1992
- 『日本の「文学」を考える』角川選書、1994
- 『「生命」で読む日本近代―大正生命主義の誕生と展開』日本放送出版協会〈NHKブックス〉、1996
- 『梶井基次郎 表現する魂』新潮社、1996
- 『日本の「文学」概念』作品社、1998
- 『梶井基次郎の世界』作品社、2001
- 『日本の文化ナショナリズム』平凡社新書、2005
- 『生命観の探究―重層する危機のなかで』作品社、2007
- 『日本人の生命観－神・恋・倫理』中公新書、2008
- 『自由の壁』集英社新書、2009
- 『「日本文学」の成立』作品社、2009
- 『戦後思想は日本を読みそこねてきた　近現代思想史再考』平凡社新書、2009
- 『「文藝春秋」とアジア太平洋戦争』武田ランダムハウスジャパン〈東アジア叢書〉、2010
  - 『「文藝春秋」の戦争: 戦前期リベラリズムの帰趨』筑摩選書、2016（上記の改訂増補版）
- 『日本語の「常識」を問う』平凡社新書、2011
- 『入門　日本近現代文芸史』平凡社新書、2013
- 『戦後文学の旗手・中村真一郎―「死の影の下に」五部作をめぐって』水声社、2014
- 『日本文学の論じ方―体系的研究法』世界思想社、2014
- 『近代の超克―その戦前・戦中・戦後』作品社、2015
- 『宮沢賢治―氾濫する生命』左右社、2015
- 『鴨長明　自由のこころ』ちくま新書、2016
- 『日記で読む日本文化史』平凡社新書、2016
- 『「日記」と「随筆」　日記で読む日本史19』倉本一宏監修・単著、臨川書店、2016
- 『『死者の書』の謎―折口信夫とその時代』作品社、2017
- 『日本人の自然観』作品社、2019
- 『歴史と生命―西田幾多郎の苦闘』作品社、2020
- 『満洲国　交錯するナショナリズム』平凡社新書、2021
- 『日露戦争の時代　日本文化の転換点』平凡社新書、2023
- 『ナラトロジーへ　物語論の転換、柳田國男考』文化科学高等研究院出版局〈知の新書〉、2023
- 『エクリチュールへ　明治期「言文一致」神話解体　三遊亭円朝考』文化科学高等研究院出版局〈知の新書〉、2023
- 『江戸川乱歩、三島由紀夫、中村真一郎：古今東西の演劇/映画と小説をまたぐエロスの物語』ナラトロジーへⅡ、知の新書、2024

### 共著
- 『最後の文人 石川淳の世界』田中優子・小林ふみ子・帆苅基生・山口俊生との共著、集英社新書、2021

## 編著・共編著
- 『モダン都市文学 2 モダンガールの誘惑』平凡社 1989
- 『モダン都市文学 4 都会の幻想』平凡社 1990
- 『史話日本の歴史』清原康正共編 作品社 1991
- 『大正生命主義と現代』河出書房新社 1995
- 『雑誌「太陽」と国民文化の形成 』思文閣出版 2001
- 『満洲浪曼』全7巻別巻1 呂元明、劉建輝共編 ゆまに書房 2002
- 『梶井基次郎『檸檬』作品論集』クレス出版 2002
- 『技術と身体--日本「近代化」の思想』木岡伸夫共編著 ミネルヴァ書房2006
- 『石川淳と戦後日本』ウィリアム・J・タイラー ミネルヴァ書房 2010
- 『明治期「新式貸本屋」目録の研究』浅岡邦雄共編 作品社 2010
- 『『Japan t0-day』研究―戦時期『文藝春秋』の海外発信』作品社 2011
- 『上海一〇〇年 日中文化交流の場所（トポス）』李征共編 勉誠出版 2013
- 『エネルギーを考える――学の融合と拡散』金子務共編 作品社 2013